# Buttersee (Neustrelitz)
Der Buttersee ist ein See innerhalb der Stadtgrenzen von Neustrelitz im Landkreis Mecklenburgische Seenplatte in Mecklenburg-Vorpommern.
Das etwa 1,8 Hektar große Gewässer liegt etwa acht Kilometer südlich des Neustrelitzer Stadtkerns und östlich des Ortsteils Drewin direkt an der Bundesstraße 96. Umgeben ist der See von einem moorigen Verlandungsstreifen und einem Nadelwaldgebiet, das in einem Sander des Pommerschen Eisvorstoßes der Weichseleiszeit liegt. Der See ist Bestandteil des Naturschutzgebietes Keetzseen. Der Umfang der Wasserfläche beträgt zirka 500 Meter, die Ausdehnung etwa 185 mal 140 Meter. Der Wasserspiegel des sich in einer Senke befindlichen, abflusslosen Gewässers liegt ungefähr 63 Meter über dem des Meeres.